# Bandtrogon
Bandtrogon (Apaloderma vittatum) är en fågel i familjen trogoner inom ordningen trogonfåglar.

## Utseende och läte
Bandtrogonen är en typiskt vacker grön och röd trogon. Längst ner på stjärten är den kraftigt bandad i svart och vitt, och det mönstret kan också ses längre upp på stjärtens kanter. Lätet består av 6–15 nedåtböjda "teew" som ökar i ljudstyrka. 

## Utbredning och systematik
Bandtrogon förekommer i Afrika söder om Sahara. Den behandlas antingen som monotypisk eller delas in i två underarter med följande utbredning:
- Apaloderma vittatum vittatum – förekommer i Tanzania, Malawi och Moçambique
- Apaloderma vittatum camerunensis – förekommer från Nigeria och Kamerun till Angola, västra Kongo-Kinshasa och västra Uganda samt på ön Bioko

## Levnadssätt
Bandtrogonen hittas i fuktiga bergsskogar. Liksom andra trogoner lever den en tillbakadragen tillvaro på medelhög höjd i träden. Den ses vanligen enstaka eller i par.

## Status och hot
Arten har ett stort utbredningsområde, men tros minska i antal, dock inte tillräckligt kraftigt för att den ska betraktas som hotad. Internationella naturvårdsunionen IUCN listar arten som livskraftig (LC).